# Sauvagesia elata
Sauvagesia elata är en tvåhjärtbladig växtart som beskrevs av George Bentham. Sauvagesia elata ingår i släktet Sauvagesia och familjen Ochnaceae. Inga underarter finns listade i Catalogue of Life.